# 汉斯-彼得·伯姆
汉斯-彼得·伯姆（德語：Hanns-Peter Boehm，1928年1月9日—2022年5月10日），德国化学家，慕尼黑大学荣誉教授。知名于对石墨烯的研究。

## 生平
1928年1月9日生于巴黎。1947年至1951年在雷根斯堡学习化學。1953年获达姆施塔特工业大学博士学位。1959年获得大学特许任教资格。1961年和同事利用透射电子显微镜和X射线分离并区分了单层石墨烯膜。1994年，在国际纯粹和应用化学联合会报告中正式提出了对术语石墨烯的定义。1970年任慕尼黑大学教授、无机化学研究室主任。1994年榮譽退休。2022年5月10日逝世。